# Ostinato
Trong âm nhạc, cụm từ ostinato [ostiˈnaːto] (từ gốc Tiếng Ý: Stubborn, đọc theo tiếng Anh: 'obstinate') là một Nhạc tố chủ đạo hoặc cụm từ nói về một đoạn ngắn các nốt nhạc được lặp đi lặp lại trong các vở nhạc kịch hát nói, thường ở cùng một cao độ. Các tác phẩm có sử dụng các mảng Ostinato nổi tiếng nhất có thể là "Boléro" của Ravel hay "I Feel Love" của Donna Summer và Giorgio Moroder.
Các ý tưởng lặp lại có thể là một mẫu nhạc có nhịp điệu, một phần của giai điệu hoặc một âm điệu hoàn chỉnh của riêng nó. Cả hai từ ostinatos và ostinati đều được chấp nhận dùng ở hình thức số nhiều trong tiếng Anh, từ thứ hai này bắt nguồn từ từ đồng nghĩa trong tiếng Ý. Thực chất mà nói ostinati nên có một sự lặp lại chính xác nhưng trong ứng dụng thông thường, thuật ngữ này còn bao gồm sự lặp lại với tính thay đổi và phát triển, chẳng hạn như sự biến thể của một dòng ostinato để phù hợp với việc thay đổi hòa âm hoặc âm điệu.
Ostinato thường được gọi là riff hoặc vamp trong nhạc rock và jazz, và có vai trò quan trọng trong các thể loại này.